# Brassband

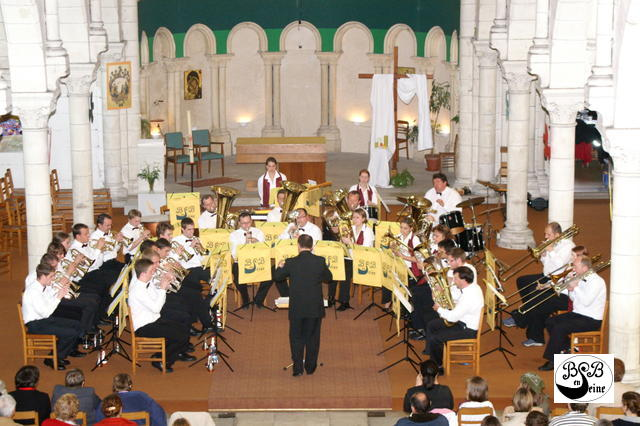
Een brassband

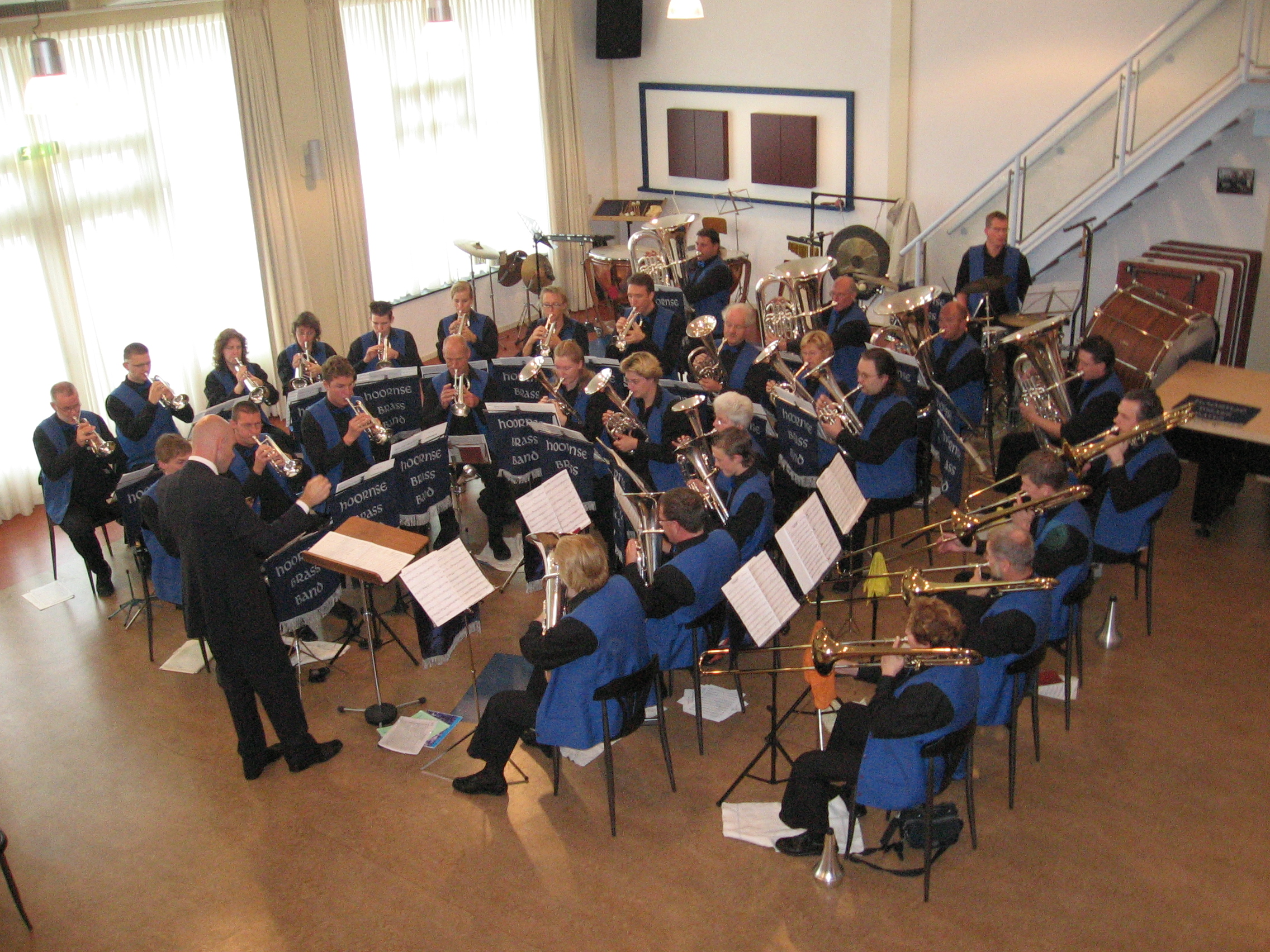
Hoornse Brassband tijdens een
concert in "De Mantel" te Spierdijk

Een brassband is een orkestvorm met koperen blaasinstrumenten en een percussiesectie.
De brassband komt oorspronkelijk uit het Verenigd Koninkrijk en wordt gekenmerkt door een strikte bezetting. Hiernaast bestaat er in New Orleans ook een brassbandtraditie, hierbij staat de bezetting vrij en kunnen er bijvoorbeeld ook saxofoons en klarinetten gebruikt worden. Een brassband is een orkestvorm die uit Engeland afkomstig is. De band bestaat uitsluitend uit messing (een legering van koper en zink) blaasinstrumenten, aangevuld met slagwerk. De eerste brassbands zijn in Engeland al rond het jaar 1800 ontstaan.
Een Caribische brassband is een drumband, geen brassband. Messing blaasinstrumenten kunnen deel uitmaken van een dergelijke bezetting, maar het slagwerk vervult de hoofdrol.

## Leger des Heils
In 1878 formeerde Charles Fry en zijn drie zonen, in Engeland, een brasskwartet waarmee ze in de open lucht muziek maakten in straten en op markten. De stichter van het Leger des Heils, William Booth, hoorde hiervan en zette dit kwartet in voor zijn evangelisatie activiteiten. Na verloop van tijd werd het Fry ensemble uitgebreid met andere instrumenten en het werd bekend onder de namen ‘The Halleluja Minstrels’ en ‘The Happy Band’. 

## Britse stijl
Samen met harmonie en fanfare vormt het het trio "harmonie, fanfare en brassband", ook wel genoemd hafabra. Dit zijn alle bands met een verschillende bezetting, maar zonder strijkers (uitgezonderd de harmonieën, waar vaak een contrabas aanwezig is). Een brassband bestaat echter enkel uit koperblazers en slagwerk. Anders dan de twee andere gebruikt de brassband geen trompetten maar kornetten. De kornet is ontwikkeld uit de posthoorn en ziet eruit als een kortere versie van de trompet, maar heeft een rondere, milde klank. Het traditionele model van de kornet wordt ook wel Shepherd's Crook genoemd. In een harmonie worden doorgaans Franse hoorns gebruikt, maar in een brassband is de althoorn in gebruik. De flügelhorn, althoorn, bariton (hoorn), eufonium en bastuba's zijn ontwikkeld door Adolphe Sax en deze familie wordt de saxhoorns genoemd.

### Bezetting
De bezetting van de brassband is zeer strikt, en is als volgt:
- E♭ sopraankornet
- B♭ "principal cornet"
- B♭ solokornet (3x)
- B♭ repianokornet
- B♭ 2de kornet (2x)
- B♭ 3de kornet (2x)

Vervolgens komen we bij de althoorns. In tegenstelling tot fanfare en harmonie worden er geen waldhoorns gebruikt, maar de althoorn. Men heeft:
- B♭ flügelhorn (buiten brassbands bugel genoemd)
- E♭ soloalthoorn
- E♭ 1ste althoorn
- E♭ 2de althoorn

Samen met de flügel zetelen de althoorns in het middenblok van de brassband. Achter hen zitten de bassen.
Merk op dat de flügelhorn geen 'echte' hoorn is, maar in de brassband wel veelal gebruikt wordt als verlengde van de soloalthoorn. Tevens vervult de flügel de rol van solist in de brassband.
Vervolgens zijn er de euphoniums en baritons:
- B♭ solo euphonium
- B♭ 2de euphonium
- B♭ 1ste bariton
- B♭ 2de bariton

Gevolgd door de trombones:
- B♭ solotrombone
- B♭ 2de trombone
- B♭ bastrombone

En als laatste de bassen:
- B♭-bas (2x)
- E♭-bas (2x)

De eufoniums, baritons en trombones zetelen in het rechtergedeelte van het orkest (vanuit het oogpunt van de dirigent). Alle partijen worden traditioneel getransponeerd genoteerd. UItzonderingen hierop vormen de bastrombone en het slagwerk.
Vervolgens zijn er ook nog enkele slagwerkers aanwezig, meestal één percussionist, één paukenist en één of twee voor het melodisch slagwerk (xylofoon, vibrafoon, marimba, klokkenspel, buisklokken, crotales).

## New Orleansstijl

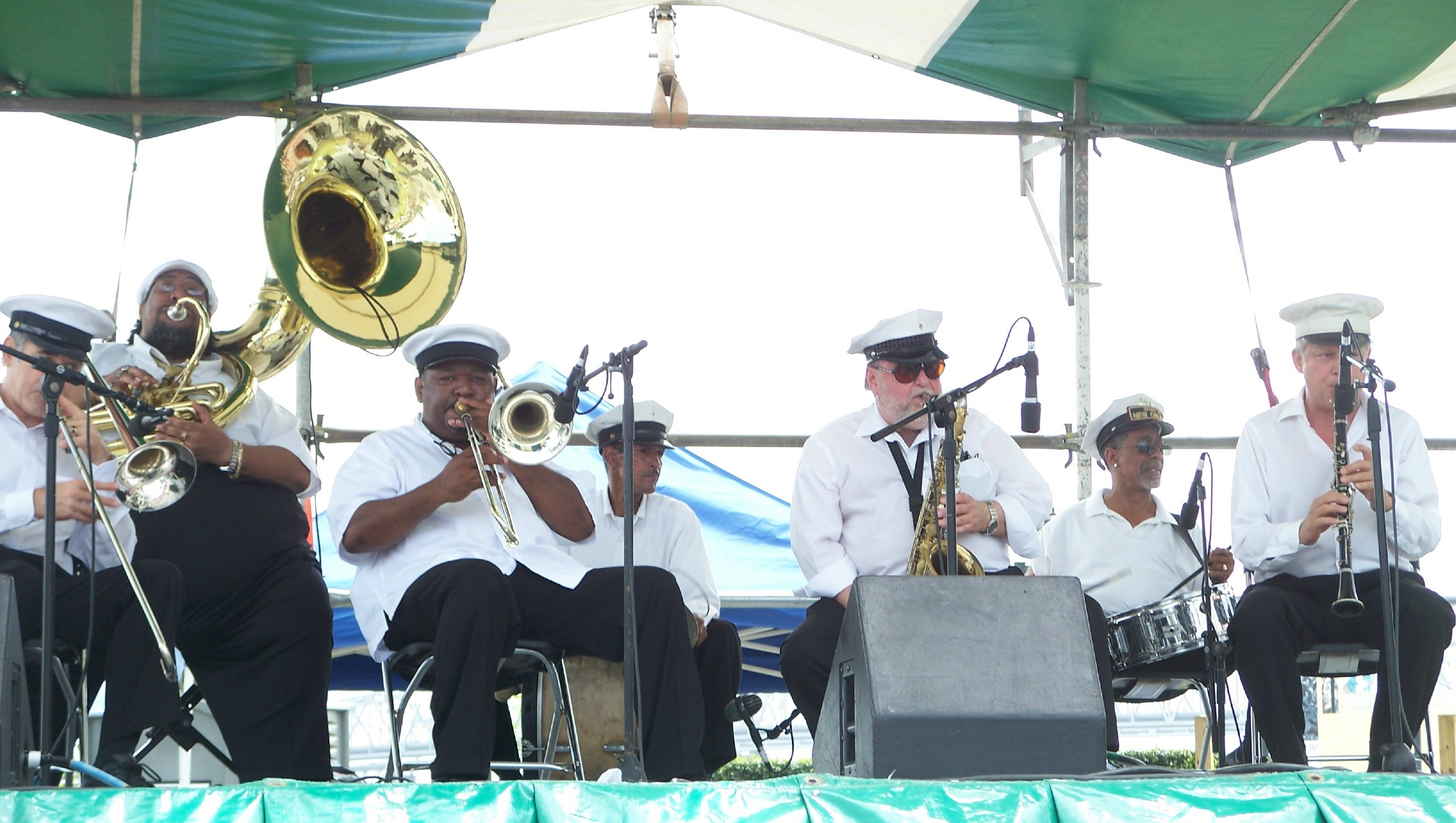
The Spirit of New Orleans Brass Band treedt op tijdens het French Quarter Festival in New Orleans (2008)

De brassbandtraditie in New Orleans ontstond eind 19e, begin 20e eeuw. New Orleans-brassbands kunnen bestaan uit uiteenlopende blaasinstrumenten, maar meestal bevat een band trompetten, trombones, klarinetten, saxofoons, sousafoons en percussie. De muziek bestaat uit een mix van Europese militaire muziek en Afrikaanse volksmuziek, die door Afrikaanse slaven naar Amerika werd gebracht. De specifieke muziek speelde een belangrijke rol in de ontwikkeling van de traditionele jazz en dixieland. Bekend zijn de optredens van brassbands tijdens de karakteristieke jazzbegrafenissen in New Orleans.